# Australentulus dauphinensis
Australentulus dauphinensis är en urinsektsart som beskrevs av Josef Nosek 1978. Australentulus dauphinensis ingår i släktet Australentulus och familjen lönntrevfotingar. Inga underarter finns listade.